# Condado de Hitchcock
O Condado de Hitchcock é um dos 93 condados do estado norte-americano de Nebraska. A sede do condado é Trenton, e a sua maior cidade é Culbertson. O condado tem uma área de 1862 km² (dos quais 23 km² estão cobertos por água), uma população de 3111 habitantes, e uma densidade populacional de 1,67 hab/km² (segundo o censo nacional de 2000). Foi fundado em 1873 e recebeu o seu nome em homenagem a Phineas Hitchcock (1831-1881), que foi senador pelo estado do Nebraska.